# Henry Silva
Henry Silva (Brooklyn, Nueva York, 15 de septiembre de 1926 - Woodland Hills, Los Angeles, California, 14 de septiembre de 2022) fue un actor estadounidense.

## Biografía
Tras realizar trabajos de lavaplatos y camarero, en 1955 fue elegido en una audición teatral para el Actors Studio. Luego de todo ello, y gracias al dominio del inglés, italiano y español empezó a trabajar en Hollywood en diversos largometrajes fundamentalmente dentro de la serie B, y por su estereotipo duro y granítico de ojos acerados y fríos realizó comúnmente en papeles de villanos, mafiosos o matón a sueldo. Destaca, entre otras, en la década de los 60, su presencia en The Manchurian Candidate, junto a prominentes estrellas de la época, como Frank Sinatra o Janet Leigh. 
La periodista Diane Haithman de la revista Variety describió el talante actoral de Silva del siguiente modo en 1985: El actor que amas odiar.

-" “Su rostro aparece en la pantalla. Una cara con pómulos altos y afilados y una nariz pequeña y roma, una cara que parece tallada en acero y siempre está detrás de un arma. Y ojos que solo ven a la próxima víctima. Ojos fríos. Los ojos de un psicópata"-

En adelante, fue una presencia habitual en películas de acción, y en spaghetti-westerns rodados en Europa donde su fluidez en español e italiano, así como su instinto para papeles de tipos duros y realistas le facilitaron una larga carrera profesional continuada hasta comienzos del presente siglo.
Silva se casó dos veces en la década de 1950; su tercer matrimonio, con Ruth Earl, duró desde 1966 hasta su divorcio en 1987. Le sobreviven dos hijos, Michael y Scott.